# Pacific Royale Airways
Pacific Royale Airways war eine kurzlebige indonesische Fluggesellschaft, die im November 2011 gegründet wurde und aktiv von Juni bis September 2012 im Flugbetrieb war. Im November 2012 wurde der Gesellschaft die Lizenz entzogen. Die Anteile lagen zu 51 % bei der indonesischen Geschäftsfrau Gunarni Gunawan und dem indischen Investor Tarun Trikha.

## Geschichte
Im November 2011 teilte das indonesische Transportministerium laut der Tageszeitung The Jakarta Post mit, dass Pacific Royale Airways die Flugbetriebsgenehmigung erhalten habe. Als Größe der Flotte wurden je 5 Fokker 50 (F50) und Airbus A320 genannt.
Im Januar 2012 wurde bekannt, dass sich der Flottenbestand aus der Übernahme von fünf bei Ethiopian Airlines ausgemusterten Turboprops Fokker 50 speisen soll. Die Maschinen wurden zwischen 1995 und 1997 von Fokker gebaut und wurden von der äthiopischen Fluglinie außer Dienst gestellt, um mittels neuerer Maschinen den europäischen Zulassungsbedingungen gerecht zu werden.
Mit Stichtag 29. Mai 2012 erhielt die Gesellschaft das Luftverkehrsbetreiberzeugnis (AOC). Zu diesem Zeitpunkt bestand die Flotte aus zwei Focker F50 mit den Registrierungsnummern PK-PRA und PK-PRB. Die Anzahl der angedachten Airbus-Maschinen hatte sich zu diesem Zeitpunkt in vier A 320 und eine A330 differenziert. Pacific Royale Airways hatte mit der Genehmigung zudem die Zulassung für 62 nationale und elf internationale Routen erhalten. Als Drehkreuze waren Batam, Jakarta, Medan und Surabaya vorgesehen. Die Fokker sollten dabei Eigentum sein und die Airbus-Maschinen durch Leasing im Bestand sein.
Mitte Juni 2012 fand der Jungfernflug mit einer F50 statt – Ausgangspunkt war der Flughafen Juanda, von dem aus die indonesischen Städte Pangkalanbun, Semarang und Bandung als regelmäßige Ziele anvisiert waren. Zusätzlich hatte die Fluggesellschaft zu diesem Zeitpunkt die andere F50 am Flughafen Batam stationiert. Von dort aus waren Jambi, Kerinci, Padang und Pekanbaru als Ziele vorgesehen.
Anfang August gab CEO Samudra Sukardi bekannt, dass seine ursprüngliche Aufgabe gewesen sei, von Null an eine Gesellschaft aufzubauen, die Flüge anbieten kann. Aufgrund von nicht näher spezifizierten Unstimmigkeiten mit den Eignern bezüglich einer Vertragsverlängerung legte er sein Mandat nieder. Im September 2012 wurde der Flugbetrieb aus Wartungsgründen zwischenzeitlich eingestellt und sollte zum 16. Oktober wieder aufgenommen werden, was jedoch unterblieb. Zu diesem Zeitpunkt bestand die Flotte aus drei F50, von denen zwei in Batam beheimatet waren und eine in Surabaya.
Als letztlich im November der Punkt erreicht war, dass seitens Pacific Royale Airways für insgesamt 60 Tage am Stück kein Flugverkehr durchgeführt worden war, entzog das Verkehrsministerium (indonesisch: Kementerian Perhubungan) der Gesellschaft automatisch die Lizenz.

## Flotte
Die Flotte von Pacific Royale Airways bestand im Oktober 2012 kurz vor dem Lizenzentzug aus folgenden Flugzeugen:
- Fokker 50: 3